# Герасимовка (Казахстан)
Гера́симовка (каз. Герасимовка) — село у складі Уланського району Східноказахстанської області Казахстану. Адміністративний центр Толеген-Тохтаровського сільського округу.
Населення — 1249 осіб (2021; 1328 у 2009, 1160 у 1999, 1008 у 1989).
Національний склад станом на 1989 рік:
- росіяни — 38 %
- казахи — 30 %
- німці — 25 %